# Chaetodontoplus meredithi
Chaetodontoplus meredithi là một loài cá biển thuộc chi Chaetodontoplus trong họ Cá bướm gai. Loài này được mô tả lần đầu tiên vào năm 1990.

## Từ nguyên
Từ định danh của loài được đặt theo tên của John G. Meredith, hướng dẫn viên lặn biển và là một người chơi thủy sinh, cũng là người đã thu thập mẫu gốc của loài này.

## Phạm vi phân bố và môi trường sống
C. meredithi là một loài đặc hữu của Úc. Phạm vi của loài này trải dài từ bờ biển bang Queensland đến New South Wales, bao gồm đảo Lord Howe ngoài khơi (ít được nhìn thấy ở rạn san hô Great Barrier).
Loài này sống tập trung gần các rạn san hô, đặc biệt là những nơi có sự phát triển của hải miên (bọt biển) và san hô mềm, ở độ sâu khoảng từ 10 đến 50 m; cá con sống ở vùng nước nông hơn cá trưởng thành (trong đầm phá).

## Mô tả
C. meredithi có chiều dài cơ thể tối đa được biết đến là 30 cm. Hầu hết phần thân của C. meredithi là màu đen, trừ phần trán và ngực có màu vàng. Hai bên đầu có màu xanh lam xám, lốm đốm các vệt vàng. Vây bụng và vây đuôi màu vàng tươi. Vây ngực có màu đen với viền vàng. Vây lưng và vây hậu môn tiệp màu với thân, có viền màu xanh óng. Kiểu màu cơ thể của C. meredithi rất giống với Chaetodontoplus personifer, cũng là một loài đặc hữu của Úc nhưng có phạm vi ở ngoài khơi Tây Úc, nhưng C. personifer có thêm một vạch đen ngay giữa vây đuôi.
Cá con có màu đen với một vệt vàng từ cằm băng ngược lên gáy. Một dải sọc vàng từ vây lưng trước băng qua gốc vây ngực xuống đến vây bụng. Rìa sau của vây lưng và vây hậu môn có màu vàng. Đuôi màu vàng như cá trưởng thành.
Số gai vây lưng: 13; Số tia vây ở vây lưng: 17–19; Số gai vây hậu môn: 3; Số tia vây ở vây hậu môn: 17–19.

## Sinh thái học
Thức ăn chủ yếu của C. meredithi là hải miên (bọt biển) và những loài thuộc phân ngành Sống đuôi. C. meredithi có thể sống đơn độc, bơi theo cặp hoặc hợp thành những nhóm nhỏ.
C. meredithi còn được ghi nhận là đã lai tạp với Chaetodontoplus conspicillatus ngoài khơi bang Queensland, Úc và tại đảo Lord Howe.
C. meredithi là một loài cá cảnh thường được xuất khẩu trong ngành buôn bán cá cảnh.